# القوات الأهلية النظامية
القوات الأهلية النظامية (بالإسبانية: Fuerzas Regulares Indígenas)‏ (وتعرف باسم القوات النظامية للسكان الأصليين)، أو القوات النظامية (Regulares). هي وحدات مشاة متطوعة تابعة للجيش الأسباني، غالبا يتم تجنيدها من مدينتي سبتة ومليلية. وتتألف من قوات مشاة وفرسان من الأهالي المجندين من المغرب الإسباني، وتشكل جزءًا من جيش إفريقيا تحت قيادة الإسبان، وقد لعبت تلك القوات دورًا مهمًا في الحرب الأهلية الإسبانية (1936-1939).

## التأسيس
نشأت تلك القوات من المشاة سنة 1911 باسم «الكتيبة الأهلية». جاء تشكيلها في وقت كان الجيش الإسباني يتوسع من الجيبين سبتة ومليلية إلى المناطق المغربية النائية. حيث كان يستخدم سابقا مساعدين مغاربة ليكونوا كشافة. وتشكيل القوة النظامية كان بهدف تمييزها بأنها وحدة دائمة في الجيش الإسباني. أعير إليها ضباط وضباط الصف من أفواج شبه الجزيرة. ووصلت بحلول 1914 إلى أربع مجموعات (أي ما يعادل فوج) للخدمة النشطة. وبقيت القوات النظامية في الغالب من المشاة، أدى الاعتراف بالمهارات المغربية كفرسان إلى إنشاء سرية خيالة. كان هذا العنصر الفرسان في القوات الأهلية النظامية هو أن يظل ميزة واضحة طوال فترة الحكم الإسباني للمحمية. وبذا تتكون كل مجموعة مقر قيادة وشركة للخدمات وطابورين من المشاة (الكتيبتين) وطابور سلاح الفرسان (فوج) بالإضافة إلى فصيل قرب عسكرية وفصيل الطبول ملحقة بمقر الفرقة. في الفترة من 1914 إلى 1922 توسعت أعداد القوات الأهلية النظامية لتشمل خمسة «مجاميع» مقراتها في مليلية وتطوان وسبتة والحسيمة والعرائش (نشأت مجموعة الحسيمة سنة 1921).
كانت مشاة النظاميين معروفة بقدرتهم على اجتياز الأراضي الوعرة دون أن يتم اكتشافهم، لكن ضباطهم الإسبان لم يرغبوا بحرب غير تقليدية ونادرا ما استغلوا تلك المهارة.

### حروب الريف
بقيت القوات المغربية عمومًا موالية خلال حروب الريف أوائل عقد 1920، على الرغم من ورود تقارير عن تمرد في يات الباكس عقب الهزيمة الإسبانية الكبيرة في معركة أنوال سنة 1921. وخلال تلك الفترة برز النظاميون والفيلق الإسباني ("Tercio") ") ليكونا النخبة المهنية في الجيش الإسباني ممن خدم بنشاط لفترة طويلة بدون انقطاع. مما جذب أفضل الضباط أمثال كوديلو فرانشيسكو فرانكو الذي خدم بداية مع القوات الأهلية النظامية (من 1913) قبل نقله إلى تيرسيو حديث النشأة (ومعظمهم من الإسبان) ليكون نائب القائد وآمر الكتيبة الأولى في 1920.
ونصبت مفرزة سبتة من تلك القوات لحراسة القصر الملكي في مدريد سنة 1923، مما يدل إلى المكانة البارزة التي حققتها القوات المغربية. وفي 1934 جلبت حكومة الجمهورية سلاح الفرسان ومشاة القوات النظامية إلى شبه جزيرة إسبانيا للمساعدة بقمع إضراب عمال المناجم الاستوريين في ذلك العام.

### الحرب الأهلية الإسبانية
شكّل جيش أفريقيا الإسباني (الذي ضم 30 ألف جندي في أفواج الفيلق والقوات النظامية المغربية) جزءًا من التمرد الذي قاده الجنرال فرانكو ضد الحكومة الجمهورية في مدريد سنة 1936. في المرحلة الأولية الحاسمة من الحرب الأهلية الإسبانية، تمكن المتمردون من نقل عدد كبير من القوات المغربية بالإضافة إلى جنود الفيلق عبر مضيق جبل طارق بمساعدة ألمانية وإيطالية، ليصبحوا قوات الصدمة في معارك الحرب الأهلية. لعبت احترافية جيش إفريقيا ووحشيته دورًا رئيسيًا في النجاحات الوطنية المبكرة. ومع استمرار الحرب نشأت خمس مجاميع أخرى من مشاة النظاميين بالإضافة إلى اثنين من سلاح الفرسان (مجموعة سلاح الفرسان الأولى المتمركزة في تطوان ومجموعة سلاح الفرسان الثانية في مليلية).
أثبتت خبرة النظاميين في حرب شمال إفريقيا أنهم مقاتلي من الكفاءة العالية في الريف المفتوح أثناء تقدمهم من إشبيلية إلى مدريد خلال شهري أغسطس - نوفمبر 1936. إلا أنهم كانوا أقل قدرة على التكيف في حرب الشوارع في بيئات حضرية غير مألوفة. ومع تنامي القوى القومية الكبيرة في البر الإسباني تضاءل دور القوات الأهلية لكنها احتفظت بمهمتها الأساس وهي قوات صدمة حتى نهاية الحرب الأهلية. كان واضحا في موكب النصر لفرانكو في مدريد في 1939 أن النظاميون كانوا الأكثر وحدات للقوات القومية توشحا للأوسمة. تضاعفت أعداد جيش إفريقيا خلال الحرب إلى حوالي 60,000.

### إسبانيا الفرانكوية
بعد انتصار الجبهة القومية قلصت أعداد القوات الأهلية النظامية ولكن احتفظت بهيكلها. أذن فرانكو بتأسيس حرس شرف احتفالي من سلاح الفرسان أسماه:("Guardia de Su Excelencia el Generalísimo")، حيث كان يرتدي ملابس مدنية مغربية ملونة وخيول عربية بيضاء وشكل جزءًا من وحدة حرسه.
مع استقلال المغرب سنة 1956 انتقل غالبية الموظفين المغاربة العاملين في القوات الأهلية النظامية وعددهم كان حوالي 12500 إلى القوات المسلحة المغربية حديثة النشأة. وتم حل وحدتي الفرسان وتقليص المجاميع إلى ثمانية فقط. وفي سنة 1957 استغى فرانكو عن الحرس الشرف الاحتفالي المغربي، وانشئ حرس الفرسان الإسباني المرافق الذين احتفظوا بالعبايا البيضاء وخيول القوات النظامية.

### الزمن الحالي

شعار النبالة للمجموعة 52 من فرقة المشاة الخفيفة "مليلة"

شعار النبالة للمجموعة 54 من فرقة المشاة الخفيفة "سبتة"

احتفظت إسبانيا بجيوب مليلية وسبتة التاريخية، وظلت مجموعات تطوان ومليلية وسبتة والحسيمة موجودتين ليكونا جزء من الحاميتين.
وفي إعادة تنظيم الجيش الأسباني الواسعة سنة 1986 اندمجت المجموعات النظامية الأربعة الحالية بفوجين مشاة خفيفين داخل الجيش الإسباني الحالي، وهما موجودان حتى يومنا هذا. ومن يعمل فيها هم مواطنون من الجنسية الإسبانية، كثير منهم من سكان مدينتي سبتة ومليلية سواءا مسلمين أو مسيحيين. وكذلك حافظت على تقسيماتها التقليدية من مجموعات (أفواج) وطوابير (الكتائب) على النحو التالي:
- مجموعة 52 من فرقة مشاة مليلية الخفيفة (المتمركزة في مليلية وجزيرة القميرة وصخرة الحسيمة وجزر إشفارن)
  - طابور الحسيمة الأول
  - طابور ريف الثاني
- مجموعة 54 من فرقة مشاة سبتة الخفيفة (المتمركزة في سبتة)
  - طابور تطوان الثاني (محركات)
  - سرية مضادة للدبابات

كلا الفوجين الحاليين هما ماتبقى من أفواج المشاة النظامية في الجيش الإسباني، والذي خدم سابقًا في مليلية وسبتة.
خدمت مفارز القوات الأهلية النظامية في السنوات الأخيرة في كل من البوسنة وأفغانستان.

## التطور
توسعت القوات النظامية في سنة 1914 بإنشاء أربع مجموعات. تألفت كل مجموعة من هذه المجموعات الأربع من طابورين مشاة من ثلاث سرايا بالإضافة إلى طابور من ثلاثة سرايا من سلاح الفرسان. قاتلوا دائما في طليعة القوات.
تشكلت مجموعات القوات الأهلية النظامية على النحو التالي:
- مجموعة القوات الأهلية النظامية «تطوان» رقم 1، (تطوان).
- مجموعة القوات الأهلية النظامية «مليلية» رقم 2، (مليلية والناظور).
- مجموعة القوات الأهلية النظامية «سبتة» رقم 3 (سبتة)
- مجموعة القوات الأهلية النظامية «العرائش» رقم 4 (أصيلة والعرائش).

وبعد معركة أنوال سنة 1921 أنشئت وحدة خامسة:
- مجموعة القوات الأهلية النظامية «الحسيمة» رقم 5، ومقرها في أزغنغان.

وبعد الحرب الأهلية الإسبانية أنشئت خمس مجموعات جديدة:
- مجموعة القوات الأهلية النظامية «شفشاون» رقم 6، ومقرها في شفشاون.
- مجموعة القوات الأهلية النظامية «إساكن» رقم 7، ومقرها في مليلية وكابريريزاس.
- مجموعة القوات الأهلية النظامية «الريف» رقم 8، ومقرها في سوق الحد من بني صقر.
- مجموعة القوات الأهلية النظامية «أصيلة» رقم 9، ومقرها في القصر الكبير.
- مجموعة القوات الأهلية النظامية «باب تازة» رقم 10، باب تازة.

كما تم إنشاء مجموعتين من سلاح الفرسان:
- مجموعة سلاح فرسان القوات الأهلية النظامية «تطوان» رقم 1.
- مجموعة سلاح فرسان من القوات الأهلية النظامية المستقلة مليلية رقم 2.

## الزي الرسمي

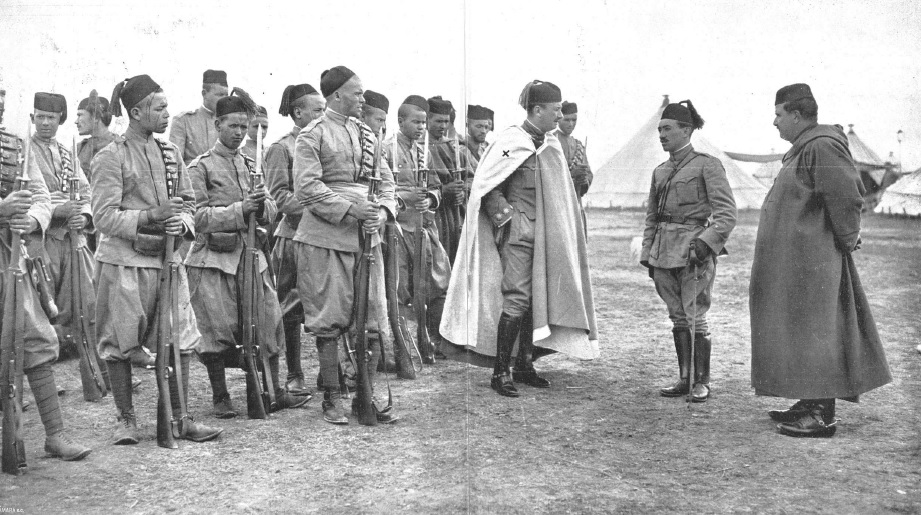
العقيد داماسو بيرنجير مع النظاميين سنة 1913.

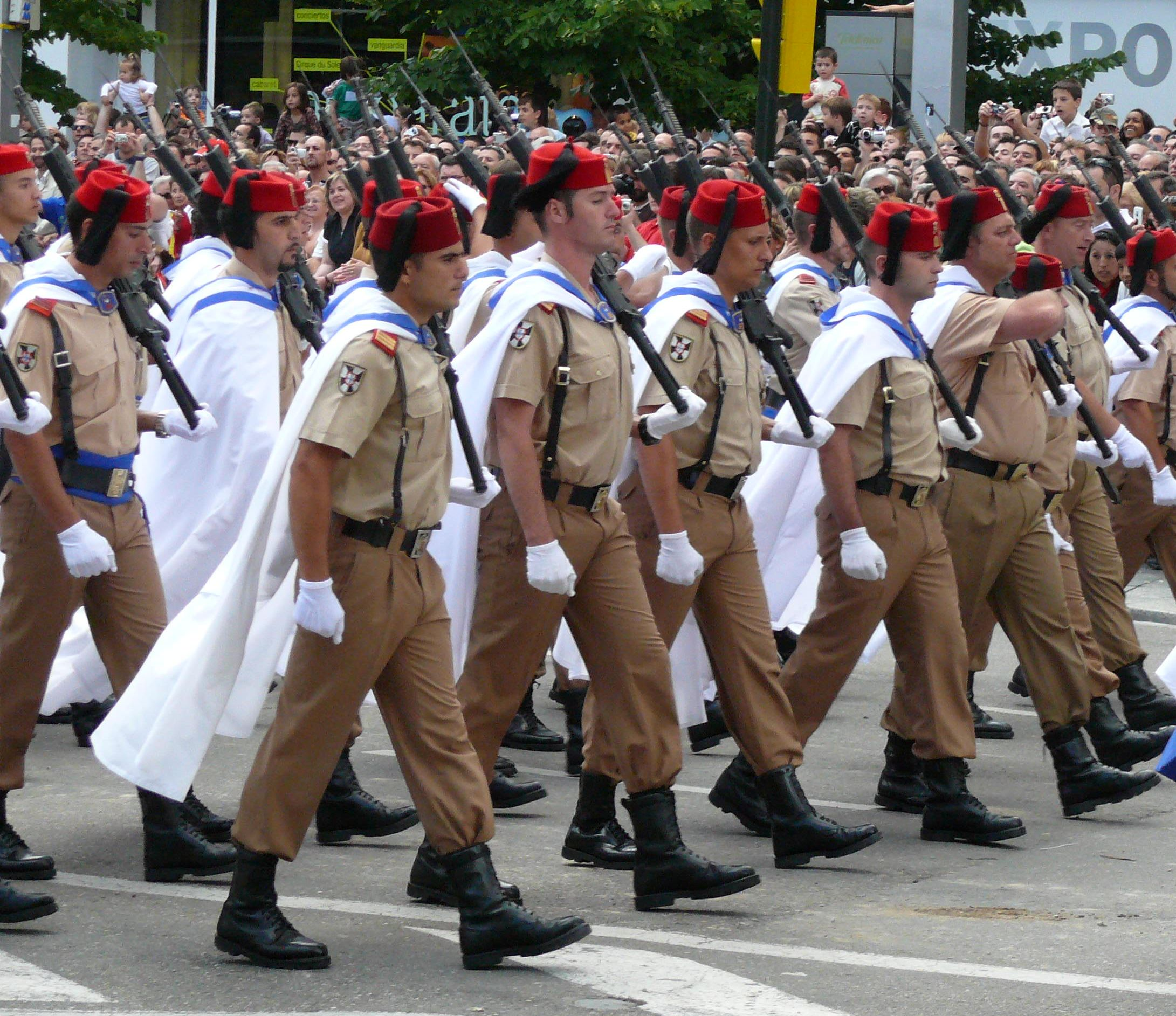
تنظيم مسيرة لمجموعة 54 سبتة خلال موكب للقوات المسلحة في مدريد 2008.

كان زي النظاميين الرسمي مشابه لزي رماة إفني ولكن بدون عباءة. ويرتدي الضباط والجنود المحليون الطربوش مع قميص باللون الرملي والبنطال مع المعدات من الجلد البني. ويرتدى الضباط الإسبان اللون الرملي مختلف عن الزي الرسمي للجيش الأسباني بقبعة حمراء مدببة.
ترتدي القوات الأهلية النظامية حاليا نفس اللباس المموه للخدمة الفعلية والواجبات العادية التي يرتديها بقية الجيش الإسباني، لكنهم يحتفظون بلباس الثكنات خاكي مداري فريد من نوعه في الأمور شبه الرسمية ليكون زي موحد أساس في المواكب. وأكثر مايميز لباس النظاميين هو الطربوش الأحمر والحزام الأحمر أو الأزرق والعبايا البيضاء (البرنوس) التي تم الاحتفاظ بها من زي الزي المغربي الذي استخدم قبل سنة 1956.

## مسير المواكب الحديث
يكون مسير تلك القوات وكتائبها سريع وبطيء معا في عرض عسكري، وتتحول فقط إلى المسير البطئ عندما تكون مستعدة لتقديم التحية في المسير.

### فرق الموسيقى العسكرية
تُعرف الفرق العسكرية وسرايا الطبول التابعة لأفواج وطوابير القوات الأهلية النظامية باسم النوبة. وهي نفس فرق الجيش الإسباني العادية إلا أن سرية الطبول تحتوي على مزيج من الطبول والصنج والدفوف والنفير والأبواق والقرب والمزامير الإفريقية. في الوقت الحالي فإن فيلق الطبول لايزال مستمرا في الخدمة، ويدعم الفرقة العسكرية عادة وحدات أخرى يقودها بوق قائد الذي كان في الماضي مساعدا للطبل القائد. في موكب اليوم الوطني 2014 أعاد فيلق الطبول التابع لمجموعة 54 من القوات الأهلية النظامية ممارسة بقيادة الطبل.